# Firminus Caron
Pour les articles homonymes, voir Caron.
Firminus Caron (né à Amiens, fl. 1460-1475) est un compositeur français et probablement un chanteur de la Renaissance. Il a eu un grand succès en tant que compositeur et de l'influence, en particulier sur le développement du contrepoint en imitation et de nombreuses compositions ont survécu. La plupart de ce qui est connu au sujet de sa vie et de sa carrière est le fruit de déductions.

## Biographie
La plupart des manuscrits musicaux ne donne son nom que comme « Caron », mais son contemporain, théoricien de la musique Johannes Tinctoris, le nomme dans trois différents traités en tant que « Firminus Caron ». Le livre de chœur du Vatican San Pietro B80, attribue ) « F. Caron », la copie de la Missa L'homme armé. Les tentatives par le passé, de l'identifier avec Philippe Caron (c.1465–1509) – qui a exercé à Cambrai, au palais Coudenberg et à Bruxelles notamment – et Jean Caron – échanson à la cour de Bourgogne –, sont donc à écarter. En outre, une référence à « Firminus Caron » comme primus musicus à la cathédrale d'Amiens en 1422 a été démontrée comme datée : son activité à Amiens est attestée par de nombreux documents allant de 1459 à 1475 (lors de la mort de son père). Un document de 1473 le nomme « maistre Fremin le Caron » ce qui implique qu'il a un master universitaire et en 1475 il est nommé « sire Fremin le Caron » ce qui signifie qu'il avait été ordonné prêtre.
Certains écrivains de l'époque, y compris Tinctoris, font l'éloge de Caron. La plupart des œuvres de Caron survivent dans des manuscrits italiens, ce qui conduit à l'hypothèse qu'il pourrait avoir passé quelque temps en Italie, une destination commune pour les compositeurs du nord de l'Europe : toutefois, de nombreuses œuvres de compositeurs français ont fait leur chemin par des manuscrits italiens sans être emportées par les compositeurs : ce séjour n'est donc nullement une certitude.
En 1472 et 1473, Caron est mentionné par Loyset Compère aux côtés de Guillaume Dufay. Les similitudes stylistiques entre les deux compositeurs, suggèrent une relation. En outre, l'une des messes de Caron apparaît dans un manuscrit de Cambrai daté de 1472 ou 1473, une année avant la mort de Dufay dans cette ville. Caron peut avoir été à Cambrai au début des années 1470 et connaître Dufay, mais cela n'est pas certain. Les références à Caron dans les écrits de théoriciens musicaux apparaissent une dernière fois en 1556, dans les écrits de l'allemand Hermann Finck, indiquant la propagation et la durée de sa réputation. Johannes Tinctoris, dont les écrits sont une source riche sur les compositeurs et théoriciens de la musique du XVe siècle, parle de la musique de Caron avec louanges, mais mentionne également sa mauvaise éducation.

## Musique et influence
Caron laisse à la fois de la musique sacrée et de la musique profane, notamment cinq messes et de nombreuses chansons profanes.
L'une des premières messes fondées sur la mélodie célèbre L'homme armé est de Caron et survit dans un manuscrit du Vatican, datant des années 1460 avec des messes L'homme armé de plusieurs autres compositeurs. Dans celle de Caron, la tonalité de la mélodie est transposée en mode dorien et considérablement développée ; les voix supérieures chantant souvent en imitation.
L'essentiel de ses chansons profanes sont en français, pour trois voix et la plupart se trouvent dans des manuscrits italiens. Il s'agit généralement de rondeaux en double mètre. L'une d'elles, Helas que pourra devenir, est parmi les plus célèbres, figurant en deuxième place du palmarès des chansons les plus répandues par les sources manuscrites du troisième quart du XVe siècle (De tous biens plaine, d'Hayne van Ghizeghem, étant la première). Il est inhabituel parmi les chansons de l'époque d'utiliser l'imitation et Caron semble avoir initié une tendance. David Fallows écrit dans le Grove, que par hypothèse, elle peut avoir été à l'origine, une fantaisie instrumentale.

## Œuvres

### Messes
- Missa Accueille m’a la belle
- Missa Clemens et benigna
- Missa Jhesus autem transiens
- Missa L’homme armé (Ms. de Rome, copié vers 1463)
- Missa Sanguis sanctorum
- Missa Thomas cesus

### Chansons
- Accueillie m’a la belle (O Accueilly m'a la belle o Saoullé m'a la belle / Da pacem)  (rondeau à trois ou quatre voix avec le contrafactum Da pacem Domine)
- C’est temps perdu (rondeau attribué à Robert Morton)
- Cent mille escus (rondeau à trois ou quatre voix, en partie attribué à Busnoys et Dufay)
- Corps contre corps / Rambour luy / Cinq solz (rondeau à quatre voix)
- Cui diem vous (rondeau ?)
- Cuidez vous (rondeau, peut-être un texte d'Alain Chartier obtenu avec le contrafactum Fuggir non posso)
- Du tout ainsi
- D’un tout ainsy que vous plaira (rondeau à trois voix)
- Hélas m'amour
- Helas que pourra devenir (rondeau à trois ou quatre voix, contrafactum sydus clarissimum Ave)
- La tridaine a deux (perdu, cité dans theoretica Opera de Johannes Tinctoris, vol. 2)
- Le despourveu o Le despourvu infortuné (rondeau à trois ou quatre voix, comme contrafactum Tanto l'afano)
- Ma dame qui tant (rondeau à trois ou quatre voix)
- Morir me fault (rondeau à trois voix)
- Mort ou merchi (rondeau à trois voix, probablement avant 1463)
- O vie fortunee (rondeau à trois voix)
- Pour regart d’oeul somble (rondeau à trois voix)
- Pourtant se mon voloir (rondeau)
- Se brief puys ma dame (rondeau à trois voix, en partie attribué Busnoys)
- Se doulx penser (rondeau à trois voix)
- S’il est ainsy que plus je ne vous voye (virelai à trois voix)
- Vive Charloys (rondeau à trois voix)
- Vous n’avez point le cueur certain (rondeau à trois voix)

### Œuvres d'attribution douteuse
- Missa Thomas cesus (Ms. Vatican anonyme, attribué à Caron)
- Rose playsant (attributions à Philippe Basiron, Caron, Johannes Dusart)
- Seulette suis sans ami (seulement partiellement attribué à Caron).

## Discographie
- Twilight of the Middle Ages - Huelgas Ensemble, dir. Paul Van Nevel (9-10 juillet 2015, Deutsche Harmonia Mundi 88875 14347-2) (OCLC 953878184)
- Missa L'homme armé ; Missa Accueilly m'a la belle - Ens. The Sound and the Fury : David Erler, contreténor ; Klaus Wenk, John Potter, Christian Wegmann, ténors ; Joachim Höchtbauer, Richard Wistreich, basses (concert, 14 novembre 2008, SACD ORF SACD 3057) (OCLC 609909691)